# Harveya vestita
Harveya vestita är en snyltrotsväxtart som beskrevs av William Philip Hiern. Harveya vestita ingår i släktet Harveya och familjen snyltrotsväxter. Inga underarter finns listade i Catalogue of Life.